# قجاج
القَجَاجُ أو القُجَاج أو المَرْجَان أو الفَرِّيدي (بالإنجليزية: Pagrus) هو جنس أسماك في فصيلة الأسبورية، يحتوي على الأقل على ستة أنواع موصوفة:
- القَجَاجُ الأَفْرِيقِيُّ (الاسم العلمي: Pagrus africanus)
- القَجَاجُ الفِضِّيُّ (الاسم العلمي: Pagrus auratus)
- القَجَاجُ المُخَطَّطُ (الاسم العلمي: Pagrus auriga)
- القَجَاجُ الأَرْقَطُ (الاسم العلمي: Pagrus caeruleostictus)
- القَجَاجُ اليَابَانِيُّ (الاسم العلمي: Pagrus major)
- المُرْجَانُ (الاسم العلمي: Pagrus pagrus)